# 甘竹溪
甘竹溪，位于中华人民共和国广东省佛山市顺德区西部的一条河涌，南起甘竹滩，与西江干流入海水道相通，蜿蜒向北，止于顺德水道三漕口。河长14.6千米，河宽100～300米。甘竹溪水量主要来自西江，占西江马口水文站流量的9%，故以西过北为主，且受南海潮汐影响。
甘竹溪主河道在勒流西南，右岸分出一条顺德支流水道，与容桂水道相接。而自分流口向北至三漕的河段也称“勒流河”。1974年甘竹潭建成洪潮发电站后，勒流河常出现负流现象，即河水从三漕口流向顺德支流。